# F-1 Trillion
Albums de Post Malone
Austin
(2023)
Singles
1. I Had Some Help
Sortie : 10 mai 2024
2. Pour Me a Drink
Sortie : 21 juin 2024
3. Guy for That
Sortie : 26 juillet 2024
4. What Don't Belong to Me
Sortie : 12 septembre 2024
5. Losers
Sortie : 9 janvier 2025

F-1 Trillion est le sixième album studio du chanteur américain Post Malone, sorti le 16 août 2024 sous les labels Republic Records et Mercury Records.
Le premier single, I Had Some Help, en collaboration avec Morgan Wallen, a passé six semaines en tête du Billboard Hot 100 américain.

## Liste des pistes
| Liste des pistes de F-1 Trillion | Liste des pistes de F-1 Trillion                | Liste des pistes de F-1 Trillion                                                                          | Liste des pistes de F-1 Trillion | Liste des pistes de F-1 Trillion | Liste des pistes de F-1 Trillion | Liste des pistes de F-1 Trillion | Liste des pistes de F-1 Trillion | Liste des pistes de F-1 Trillion | Liste des pistes de F-1 Trillion |
| No                               | Titre                                           | Auteur | Durée                            |                                  |                                  |                                  |                                  |                                  |                                  |
| -------------------------------- | ----------------------------------------------- | --- | -------------------------------- | -------------------------------- | -------------------------------- | -------------------------------- | -------------------------------- | -------------------------------- | -------------------------------- |
| 1.                               | Wrong Ones (featuring Tim McGraw)               | - Austin Post - Louis Bell - Ryan Vojtesak - Luke Combs - Ernest Keith Smith - James McNair               | 3:15                             |                                  |                                  |                                  |                                  |                                  |                                  |
| 2.                               | Finer Things (featuring Hank Williams, Jr.)     | - Post - L. Bell - Vojtesak - Combs - Smith - Josh Thompson - McNair                                      | 3:05                             |                                  |                                  |                                  |                                  |                                  |                                  |
| 3.                               | I Had Some Help (featuring Morgan Wallen)       | - Post - Morgan Wallen - L. Bell - Vojtesak - Jonathan Hoskins - Smith - Ashley Gorley - Chandler Walters | 2:58                             |                                  |                                  |                                  |                                  |                                  |                                  |
| 4.                               | Pour Me a Drink (featuring Blake Shelton)       | - Post - L. Bell - Vojtesak - John Byron - Rocky Block - Jordan Dozzi                                     | 3:15                             |                                  |                                  |                                  |                                  |                                  |                                  |
| 5.                               | Have the Heart (featuring Dolly Parton)         | - Post - L. Bell - Vojtesak - Lainey Wilson - Bradley Paisley - Gorley                                    | 3:03                             |                                  |                                  |                                  |                                  |                                  |                                  |
| 6.                               | What Don't Belong to Me                         | - Post - L. Bell - Vojtesak - Smith - Gorley - James Maddocks                                             | 3:27                             |                                  |                                  |                                  |                                  |                                  |                                  |
| 7.                               | Goes Without Saying (featuring Brad Paisley)    | - Post - L. Bell - Vojtesak - Gorley - Thompson - Chase McGill - Joe Reeves                               | 3:32                             |                                  |                                  |                                  |                                  |                                  |                                  |
| 8.                               | Guy for That (featuring Luke Combs)             | - Post - Combs - L. Bell - Vojtesak - Hoskins - Smith - McNair                                            | 2:44                             |                                  |                                  |                                  |                                  |                                  |                                  |
| 9.                               | Nosedive (featuring Lainey Wilson)              | - Post - L. Bell - Vojtesak - Combs - Smith - Billy Walsh - McNair                                        | 3:12                             |                                  |                                  |                                  |                                  |                                  |                                  |
| 10.                              | Losers (featuring Jelly Roll)                   | - Post - L. Bell - Vojtesak - Smith - Gorley - Walters - Reeves                                           | 3:29                             |                                  |                                  |                                  |                                  |                                  |                                  |
| 11.                              | Devil I've Been (featuring Ernest)              | - Post - Smith - L. Bell - Vojtesak - Hoskins - Walters                                                   | 3:02                             |                                  |                                  |                                  |                                  |                                  |                                  |
| 12.                              | Never Love You Again (featuring Sierra Ferrell) | - Post - L. Bell - Vojtesak - Chris Tompkins - Rhett Akins                                                | 3:06                             |                                  |                                  |                                  |                                  |                                  |                                  |
| 13.                              | Missin' You Like This (featuring Luke Combs)    | - Post - Combs - L. Bell - Vojtesak - Michael Hardy - Gorley - McNair                                     | 3:42                             |                                  |                                  |                                  |                                  |                                  |                                  |
| 14.                              | California Sober (featuring Chris Stapleton)    | - Post - Chris Stapleton - L. Bell - Vojtesak - Mark Holman                                               | 3:24                             |                                  |                                  |                                  |                                  |                                  |                                  |
| 15.                              | Hide My Gun (featuring Hardy)                   | - Post - Hardy - L. Bell - Vojtesak - Smith - Walsh - Alexander Izquierdo                                 | 3:40                             |                                  |                                  |                                  |                                  |                                  |                                  |
| 16.                              | Right About You                                 | - Post - L. Bell - Vojtesak - Smith - Walters                                                             | 3:03                             |                                  |                                  |                                  |                                  |                                  |                                  |
| 17.                              | M-E-X-I-C-O (featuring Billy Strings)           | - Post - L. Bell - Vojtesak - McGill                                                                      | 2:35                             |                                  |                                  |                                  |                                  |                                  |                                  |
| 18.                              | Yours                                           | - Post - L. Bell - Vojtesak - Gorley - Taylor Philips                                                     | 3:19                             |                                  |                                  |                                  |                                  |                                  |                                  |
| 57:51                            |                                                 | |                                  |                                  |                                  |                                  |                                  |                                  |                                  |

## Certifications
| Pays              | Certification | Unités certifiées |
| ----------------- | ------------- | ----------------- |
| États-Unis (RIAA) | Platine       | 1 000 000         |